# Camino (Kalifornija)
Camino je naseljeno područje za statističke svrhe u američkoj saveznoj državi Kaliforniji. Prema popisu stanovništva iz 2010. u njemu je živjelo 1,750 stanovnika.